# Microdon mackiei
Microdon mackiei är en tvåvingeart som beskrevs av Charles Howard Curran 1940. Microdon mackiei ingår i släktet myrblomflugor, och familjen blomflugor.
Artens utbredningsområde är Guyana. Inga underarter finns listade i Catalogue of Life.